# Nouzový výtah
Kniha Nouzový výtah je šestý díl dětského knižního cyklu Řada nešťastných příhod.

## Děj
Sourozenci (Violet, Klaus a Sunny) Baudelairovi se octnou u nových opatrovníků Esmé Gigi Genevie Squalorové a jejího manžela Jeromeho. Pár bydlí v Temné třídě plné vysokých tmavých stromů, protože v tu dobu zrovna „letí“ tma. Esmé je totiž posedlá módou a módním životem, takže se nikdy nedopustí žádného prohřešku, jako je třeba používání výtahu, když není "in", nebo pití pomerančového džusu, pokud se má zrovna pít petrželový střik. Baudelairovy adoptovala vlastně z jediného důvodu. A tím je, že sirotci byli právě v módě. Pro sourozence toto místo nebylo zrovna nejvhodnější k životu, ale měli se poměrně dobře. Až do doby, než se v bytě Squalorových objevil hrabě Olaf v jednom ze svých průhledných převleků, jako pořadatel módních aukcí, na kterých Esmé nikdy nechyběla. Baudelairovi se jako obyčejně marně pokoušejí dokázat opatrovníkům svou pravdu, ale Jerome s povahou velmi plachého a nerozhodného muže následujícího svou energickou a marnivou ženu sirotkům neuvěří.
Olaf tajně spřádá svoje plány a přitom vězní v prázdné výtahové šachtě trojčata[ujasnit] Quagmierova (Duncana a Isadoru; jejich bratr Quigley je v té době považován za zesnulého). Tato skutečnost nezůstane přehlédnuta a sourozenci je brzy objeví. Pomocí dlouhého lana se k nim spustí, avšak jejich přátelé jsou uvězněni v železné kleci, ze které není úniku. V nestřeženém okamžiku, kdy se Baudelairovi snaží "vězňům" pomoci, Olaf trojčata unese neznámo kam. Esmé se pak pokusí sirotky uvěznit ve výtahové šachtě, ale vynalézaví sourozenci objeví na dně šachty tajnou chodbu, která z domu vede do aukční síně. Sourozenci spletou nádoby, ve kterých Olaf vězní Quagmierovy, a tak zločinec opět unikne i se svým „úlovkem“. Esmé prohlásí, že hrabě Olaf „letí“ a uteče spolu s ním.